# 조선
조선(朝鮮)은 한반도에 있던 옛 국가이다. 1392년 이성계가 건국하여 1897년 고종의 칭제건원으로 대한제국이 세워질 때까지 존속하였다. 수도는 지금의 서울특별시인 한양이었고 압록강과 두만강을 경계로 만주 및 연해주와 국경이 있었다.
조선의 정치는 유교의 한 갈래인 성리학을 지배 이념으로 삼아 사대부를 근간으로한 중앙집권적인 관료제로서 운영되었다. 조선의 국왕은 이론적으로 전제군주의 지위를 지녔으며 스스로를 절제하는 모습을 보임으로써 양반 관료와 타협하여 정치를 운영하였다. 양반 관료는 초기에 훈구파와 사림파로 나뉘어 갈등을 보였으나 중기 이후 사림파가 득세하였고 이후 여러 정파로 나뉘어 경쟁하는 붕당 정치를 형성하였다. 조선 중기에서 후기에 걸쳐 사색당파로 굳어지던 붕당 정치는 성리학의 학풍과도 밀접한 연관을 맺고 있어 예송논쟁이나 호락논쟁과 같은 주제가 정치의 첨예한 쟁점으로 부각되기도 하였다. 19세기에 이르러 세도 정치가 등장하면서 붕당 정치 체제는 쇠락하였다.
조선의 군사는 초기 오위 체계로 편성되어 있다가 이후 지역 거점을 중심으로 방어 체계를 구축한 진관제와 이를 보완하는 제승방략을 핵심으로 하였다. 이러한 전략은 임진왜란을 거치며 급작스런 외침에 맞서기 어렵다는 점이 부각되어 훈련도감을 시작으로 오군영의 중앙군을 두고 각도에 속오군을 두어 지방을 방어하는 형태로 변화되었고, 군사적 목적으로 설치되었던 비변사가 상설화 되면서 의정부를 제치고 실질적인 정치 의결 기구로 변화하였다. 조선군의 병력은 초기 부터 병역을 지는 사람들이 돌아가며 번을 서는 형태로 정착되었으나 양반들의 병역 기피가 극심하였고 이에 영향을 받아 양인들도 되도록 군포를 대납하고 병역을 대신하고자 하는 풍조가 일어 조선 후기 이후 실제 병역에 복무하는 사람들은 가난한 양민이나 천인들이 많아 속오군은 천예군이라고 멸시 받을 지경이었다. 이는 조선 말 여러 위기에서 제대로 된 군사적 대응을 할 수 없는 요인으로 작용하였다.
조선의 지배층이었던 양반은 지역에 할거하며 토지를 소유한 지주로서 농업을 우선하는 경제 정책을 펼쳤다. 이에 따라 조선의 경제는 화폐보다 현물에 의존하는 모습을 보였고 상당수의 교환이 상호간의 호의에 의해 선물을 주고받는 호혜경제의 모습을 보이는 가운데 국가의 조세 수취와 분배, 상품의 교환 등이 혼재하는 모습을 보였다.:175-192 조선 전기 및 중기의 상업은 금난전권이 주어진 독점적 상인들이 주축이 되어 이루어졌고 보다 자유로운 상업활동은 금난전권이 폐지된 신해통공 이후에 이루어졌다. 화폐의 원활한 보급은 조선 후기 일본으로부터 막대한 구리를 수입한 뒤에야 가능하였다. 후기에 들어 민간이 운영하는 수공업이 발달하여 오늘날에도 지역 명산물로 꼽히는 한산모시나, 전주시의 부채와 같은 물품들이 등장하였다. 조선 후기에는 전국적인 상업망이 발전하면서 이익을 목적으로한 상업 활동이 활발해졌고 조선 후기 등장한 오일장과 같은 정규 시장은 오늘날에도 전통 시장의 형태로 이어지고 있다.
조선의 주요 운송 수단은 강과 바다를 이용한 수운이었다. 주요 교통 요지에 조창을 세워 세곡을 보관하였고 조운선을 통하여 한양까지 운반하였다. 육지의 교통로는 역참을 두어 국가의 주요 연락망으로 삼았고 전국에서 서울로 이어지는 9 - 10 개의 도로를 운영하였다.
조선의 공식적 신분제는 양인과 천민만을 구분하는 양천제였으나, 실제로는 양반, 중인, 상민, 천민 등으로 세분화 되어 있었다.
조선의 문화는 여러 이웃 문화의 수용과 독창적인 발전이 교차되며 형성되었다. 오늘날 한국의 대표적 전통 문화로 손꼽히는 한옥, 한복, 한식 등은 대부분 조선 후기에 완성된 문화를 기반으로 하고 있다.
조선은 5백여 년 동안 이어진 국가로 그 사이 세계의 역사는 근세에서 근대에 이르는 커다란 변화를 겪었다. 조선 역시 이 기간 동안 안팎의 변화를 겪으며 정치, 경제, 사회, 문화 등의 각 부분에서 시기별로 서로 다른 모습을 보였다. 이에 따라 조선의 시기를 전기와 후기 또는 초기, 중기, 후기로 구분한다. 시기에 대한 구분은 아직 학계 전반에서 명확히 정리되어 있지는 않으나 대략적으로 건국 및 체제 정비가 이루어진 15세기 - 16세기 초반 까지를 초기로 보고, 사림의 등장과 붕당 정치가 형성된 16세기 중반 - 17세기를 중기로 보며, 18세기 초 - 19세기의 시점을 후기로 본다.

## 건국과 국호

### 명나라와 갈등을 빚던 고려
고려왕조 말엽, 원나라의 세력 약화와 명나라의 건국으로 국제 정치 지형은 크게 변화하였다. 국내에서는 새롭게 정치세력으로 성장한 신진사대부가 성리학에 입각한 국가 운영을 주장하고 있었다. 신진사대부는 정몽주와 같이 고려의 개혁을 통해 자신들의 정치 이상을 실현하려는 온건파와 조준, 남은, 정도전과 같이 역성혁명을 불사하고자 하는 급진파가 대립하였다. 이들은 요동반도에 대한 진출을 놓고 명나라와의 외교 관계를 놓고 갈등을 빚었고 요동의 정벌을 위해 출진하였던 고려의 장군 이성계가 위화도 회군을 통해 실권을 장악하였다.

### 조선 건국, 고조선을 근거로한 국호
권력을 잡은 이성계를 중심으로 신흥무인세력, 신진사대부 급진파는 처음에는 국왕을 교체하고 고려의 국체를 유지하였으나, 결국 공양왕을 폐위시키고 이성계는 국왕으로 즉위하면서 고려를 멸망시키고 새로운 나라 조선을 건국하였다. 처음에는 국호를 변경하지 않고 잠시동안 고려로 유지했지만, 나중에는 고려라는 이름을 버리고, 명과의 관계 속에서 국호를 조선이라 정하였다. 국호의 결정은 고조선을 근거로한 조선과 이성계의 고향에서 유래한 화령(和寧)을 후보로 세우고 명나라에서 결정하는 모양새를 갖추었다. 국호가 조선으로 결정된 것은 기자조선의 사례를 들어 조선을 중국의 번국으로 인식하고자 하는 명나라와 단군조선 이래의 독자성을 의식한 신진사대부의 의지가 절충된 것이다. 이에 따라 조선 국왕은 대외적으로 중국의 책봉을 받는 형태로 재위하였으나 실제로는 독립적인 세습에 의해 계승되었으며, 조선의 국가 제도 역시 독자적인 국풍을 유지하였다.
건국 초기 조선은 대내외적으로 불안한 정국이 지속되었다. 외교적으로는 명나라의 홍무제가 조선의 주권을 인정하지 않으려는 태도를 보였고 내부에서는 왕자의 난과 같은 분열과 두문불출과 같은 일부 사대부의 새 왕조에 대한 반감을 다독여야 하였다. 조선은 외교에서는 명과의 사대를 강화하고 내부에서는 왕권의 확립과 분열을 극복하기 위한 활동이 필요하였다. 명나라에 대해서는 영락제의 즉위 이후 사대 외교 관계가 수립되어 대외적 불안을 해소할 수 있었고, 내부적으로는 민본 사상과 천명을 앞세워 새왕조 건국의 정당성을 강화하였다.
조선의 국서와 외교문서는 국명을 조선국(朝鮮國)으로 표기하였다. 대조선국(大朝鮮國)이라는 명칭은 1876년 부산항 조계 조약 체결 이후 사용되었다. 한편 이씨 조선(李氏朝鮮), 또는 이조(李鮮)라는 표현은 일제강점기 일본의 조선사 정리 사업으로 형성된 것이다. 한국은 해방 이후에도 이 용어를 별다른 비판없이 사용하다가 1970년대 후반에 들어 민족주의적 시각에서 비판하기 시작하였고 최근에는 거의 사용되지 않는다.

## 국체 및 이념
조선은 전제군주적인 국왕이 주권을 행사하는 왕국이었지만 실제 운영은 성리학적 이념에 따른 관료제로 이루어졌다. 건국 초기에는 많은 부분에서 고려의 제도를 계승하였으나 점차 새로운 국가 제도를 정비하였고 《경국대전》을 통하여 이를 명문화하였다. 성리학은 유학의 한 갈래로 송나라 시기 형성되어 한국에 전해졌다. 성립 시기 성리학은 양명학, 훈고학 등의 다른 유학 갈래들과 경쟁하는 이론이었다. 그러나 조선에서는 성리학만을 참된 학문으로 인정하고 유학의 다른 유파들은 배격하였다.
성리학이 독점하는 국가 이념의 수립은 이후  조선 내의 성리학 발달과 함께 사림파가 형성되는 이념적 배경이 되었다. 조선의 정치는 성리학 학파와도 깊게 연결되어 있었고 학파의 수장으로서 자리잡은 유학자는 비록 현직 관료로 있지 않더라도 강한 영향력을 행사하였다. 조선 후기에 들어 실학을 주장하는 유학자들이 성리학의 한계를 극복하기 위해 다양한 대안을 생각하였으나 그들 역시 성리학의 울타리를 완전히 벗어날 수는 없었다. 한편 성리학의 틀을 벗어나는 서학이나 동학과 같은 움직임은 사문난적으로 배격되었다.

## 역사
조선은 5백여 년 동안 이어진 국가로 그 사이 세계의 역사는 근세에서 근대에 이르는 커다란 변화를 겪었다. 조선 역시 이 기간 동안 안팍의 변화를 겪으며 정치, 경제, 사회, 문화 등의 각 부분에서 시기별로 서로 다른 모습을 보였다. 이에 따라 조선의 시기를 전기와 후기 또는 초기, 중기, 후기로 구분한다. 시기에 대한 구분은 아직 학계 전반에서 명확히 정리되어 있지는 않으나 대략적으로 건국 및 체제 정비가 이루어진 15세기 - 16세기 초반 까지를 초기로 보고, 사림의 등장과 붕당 정치가 형성된 16세기 중반 - 17세기를 중기로 보며, 18세기 초 - 19세기의 시점을 후기로 본다. 이러한 변화는 임진왜란과 병자호란의 양란을 기점으로 조선의 시기를 전후 양분하였던 기존의 구분이 지나치게 외적 요인에 의존적이라는 비판에 따른 것이다. 이에 반해 초중후의 삼분 방법은 사림의 등장 등 내적 변화를 주요 원인으로 삼고 있다.

### 조선 초기

세종어제 훈민정음

조선 초기는 정치적으로는 이성계의 건국에서 《경국대전》의 완성과 사림의 등장에 따른 각종 사화가 있었던 시기로 생각할 수 있다.
이성계의 건국은 성리학적 이상에 따른 정치 실현이라는 신진사대부의 요구와 함께 원나라가 북원으로 물러나고 명나라가 수립되는 국제질서의 변화에 대한 국내 세력의 갈등이 함께 맞물려 일어난 사건이다. 원나라 간섭기가 길어지면서 고려는 원나라의 부마국으로서 왕족과 권문세가 역시 원나라와 긴밀한 관계에 있었기 때문이다. 북원과 명에 대해 등거리 외교를 펼치던 공민왕이 시해된 후 고려와 명나라의 관계는 급속히 악화되었고, 고려는 고토회복을 명분으로 요동 정벌을 계획하여 명과의 전쟁을 시도하였다. 명나라가 명실상부한 중국의 패자라는 인식 아래 신흥무인세력과 급진적 신진사대부와 손을 잡은 이성계는 위화도회군을 단행하여 실권을 장악하고 이후 조선을 건국하게 된다.
조선의 건국 초기 새로운 왕조의 정치 질서를 두고 많은 갈등이 벌어졌다. 왕자의 난은 개국공신인 정도전 등과 왕권 중심의 정치 운영을 주장한 이방원의 갈등이 원인으로 결국 이방원이 즉위하여 국왕 중심의 정치를 시행하게 되었다.:19-20 왕권과 신권의 갈등은 이후로도 계속되어 세조 찬위 역시 이러한 갈등이 배경이 되었다.
한편, 조선 초기는 각종 제도와 문물을 정비하는 시기였다. 세종은 《훈민정음》을 반포하는 한편 전국을 조사하여 《세종실록지리지》를 작성하는 등 여러 개혁적인 조치를 단행하였다. 이 시기 사군과 육진이 조선의 영토로 편입되어 조선의 영토는 오늘날 한반도의 지리적 경계와 유사하게 되었다. 조선의 국가 운영을 위한 법전인 《경국대전》은 세조 시기 준비되어 성종 즉위 초 반포되었다. 이후 조선은 《속대전》과 《대전회통》 등의 보완 체제를 추가하였으나 갑오경장에 이르러 폐지될 때까지 《경국대전》을 공식적인 법제로서 유지하였다.

### 조선 중기

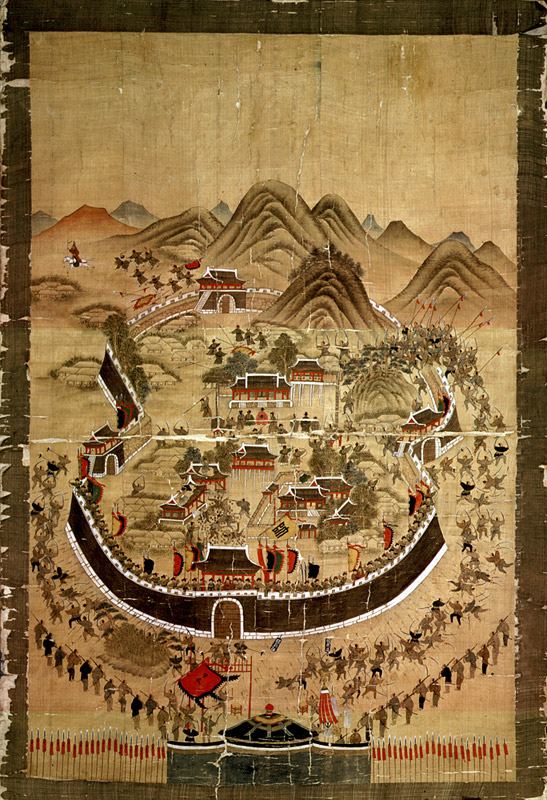
임진왜란 초기 전투를 묘사한 동래부순절도

제도의 정비가 일단락 된 성종 시기 조선의 국왕은 안정된 정국의 운영과 함께 강력한 왕권을 발휘할 수 있었다. 그러나 뒤를 이은 연산군의 폭정은 절제되지 않는 전제군주의 왕권에 대한 반감을 가져왔고 중종반정이 일어나면서 사림파가 정치의 중심에 들어서게 되었다. 이후 사림파는 재야의 학연을 바탕으로 정치를 주도하게 되었다. 학파와 정치의 연계는 후일 붕당 형성의 중요한 원인이 된다.
중종반정 이후 정치를 주도한 사림파는 조광조의 과감한 개혁이 좌절된 후 몇 차례의 사화를 겪으며 부침이 반복되었으나 결국 조선의 정치 실권을 장악하게 되었다. 사림의 정치주도는 반대적으로 왕권의 제약을 의미하였고 조정의 공식적인 회의인 윤대에서 군약신강(君弱臣强)이란 표현이 등장하기도 하였다. 그러나 조선의 국왕은 이론적으로 어떠한 제약도 받지 않는 절대군주였기 때문에 스스로 절제하는 모습을 보임으로써 신료의 지지를 받고자 하였다. 함부로 권력을 휘둘렀을 경우 언제든 반정이 일어나 폐위될 위험이 있었기 때문이다.
사림파가 정치를 주도하게 된 후 사림 내에서는 학파와 인맥에 따라 붕당이 형성되었다. 먼저 동인과 서인의 분열이 있었고, 다시 북인, 남인, 노론, 소론의 사색정파가 형성되었다. 이들은 정치적 사안의 결과에 따라 정국을 주도하기도 하고 밀려나기도 하는 경쟁적 관계였다.
조선 중기의 가장 큰 사건들 가운데 임진왜란과 정묘호란, 병자호란 등의 전쟁이 있다. 조선은 전대인 고려 시기와 달리 비교적 안정적인 국제 관계가 지속되는 시기에 놓여있었기 때문에 국경의 자잘한 충돌이나 초기의 왜구 침입과 같은 소요가 아닌 큰 전쟁은 드물었다. 임진왜란은 비교적 평온하였던 조선 사회를 크게 뒤흔든 전쟁으로 이후 조선의 정치, 사회, 문화에 큰 변화를 가져왔다. 임진왜란 이후 국제 정세 변동기에서 조선의 정치는 다시 왕권과 신권이 갈등하여 광해군이 폐위되는 인조반정이 일어나게 된다.
후금이 무너진 명나라를 대신하여 중국을 통치하게 된 청나라의 건국 역시 조선에 큰 영향을 주었다. 후금은 명나라와의 전쟁 이전에 후방인 조선을 억누르고자 정묘호란을 일으켰고 이후 청나라로 이름을 바꾼 뒤 일어난 병자호란에서 조선은 정축하성으로 청에 굴복하게 되었다.

### 조선 후기
후기에 들어 조선은 많은 변화를 맞았다. 전후 복구를 위해 발행되기 시작한 공명첩 등은 신분제의 구분을 흐리게 하였고 조선 후기 지방의 양반 상당수는 가세가 기울어 일반 백성과 다를 바 없는 몰락 양반으로 잔반(殘班)이라 불렸다. 한편 상평통보가 본격적으로 유통되면서 상업 활동과 각종 산업이 발전하였고 비교적 재력있는 양인들이 양반으로 신분상승을 꾀하여 17세기 후반 지역에 따라 10 ~ 20 %의 비율을 보이던 양반의 인구 구성비는 19세기 초에 이르면 30 ~ 80 %까지 크게 증가한다. 양반은 각종 부역과 군역이 면제되었기 때문에 재력 있는 양인은 어떻게든 양반으로 등록되고자 하였다. 조선 후기의 신분제 혼란 중에는 노비 출신 후손이 면천과 공명첩을 통해 양반으로 등록된 경우도 있다.
예송 논쟁은 국왕에게도 사대부의 가례(家禮)를 강제하여 국왕 역시 성리학적 예법에 종속된 존재라는 점을 확인하면서 신료들에 의한 관료제가 공고하게 굳어졌다. 숙종 시기 붕당은 전형적인 정치 활동의 형태로 굳었다. 숙종은 각 정파와 때로 협력하고 때로는 견제하며 정치를 운영하여야 하였다. 숙종은 환국을 통해 자신이 이러한 정치 상황에서 주도권을 갖고자 하였다. 장희빈의 등장과 죽음은 이러한 정치 상황과 밀접한 관련이 있었다. 숙종 즉위 시기 조선의 붕당은 점차 노론이 정치 운영에서 막강한 영향력을 발휘하는 형태로 변화하여 갔고 이들의 영향력은 경종 시기 경종의 아우였던 연잉군을 전례에 없던 왕세제로 봉하게 되면서 절정에 달했다.

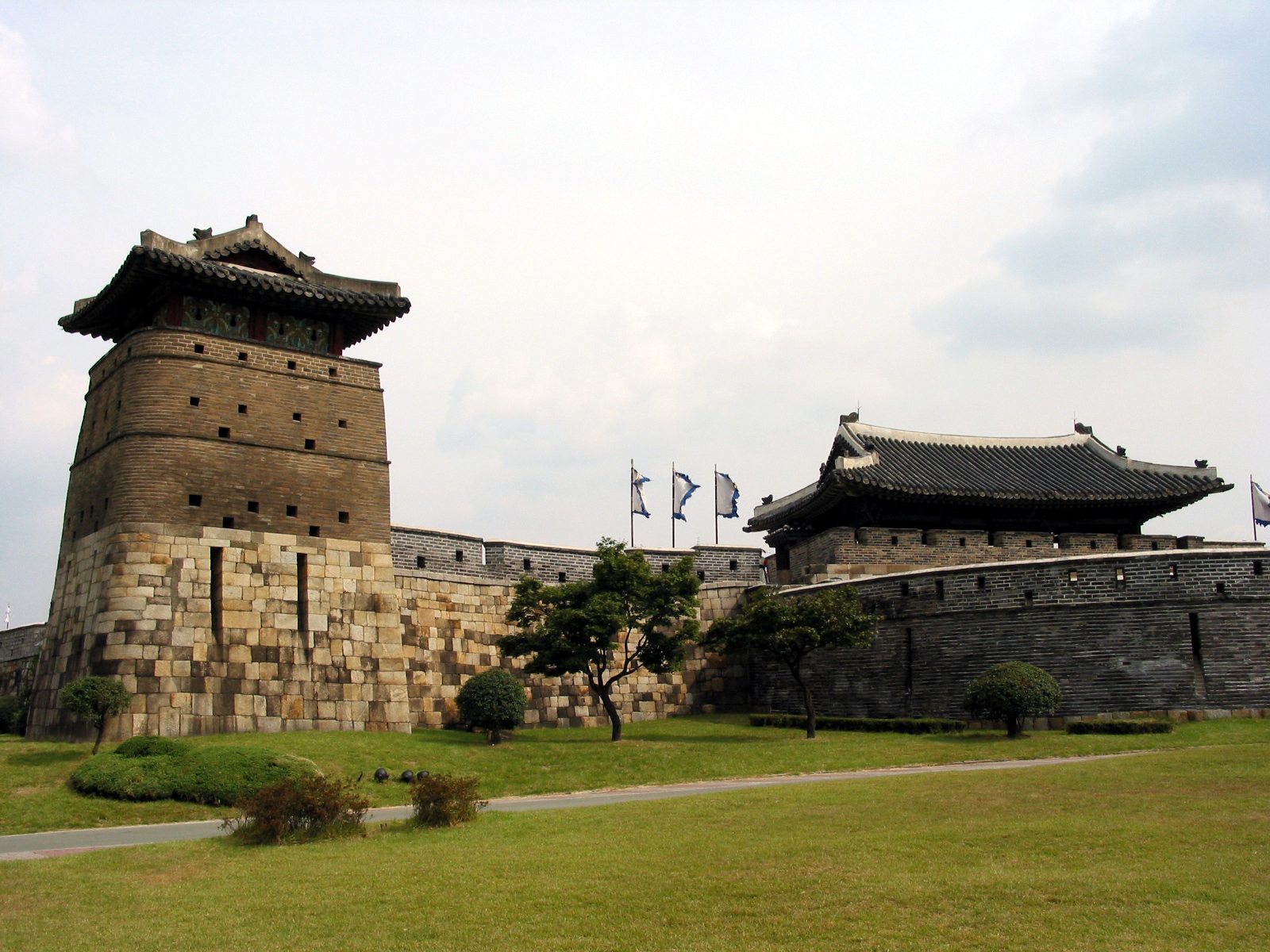
정조 시기 축성된 수원 화성

노론의 지지로 즉위한 영조는 지나치게 막강해진 노론을 견제하고자 탕평책을 제시하였다. 후임인 정조는 사도세자의 죽음 이후 왕세손으로서 즉위하였고 정국은 벽파와 시파로 나뉘어 있었다. 정조는 왕권이 보다 강화된 형태의 탕평책인 준론 탕평 정책을 실시하여 기존의 붕당 정치는 이에 따라 재편되었다. 한편 노론 내부에서는 청나라와의 관계와 지방 양반의 지위 등이 배경이 된 호락논쟁이 일어나 또 다른 갈등 요소로 작용하였다.
19세기 세도정치가 들어서며 붕당 정치는 종결되었다. 세도정치는 정조가 왕권의 강화를 목적으로 시작하였으나 정치권력이 혈연을 통한 특정 가문에 집중되면서 많은 부작용을 낳았다. 세도정치 가문으로는 안동 김씨, 풍양 조씨 등이 있다. 60여년 간 지속된 세도정치 시기 조선은 안팍으로 많은 문제에 봉착하여 있었고 고종이 즉위하여 흥선대원군이 실권을 잡은 뒤 혁파되었다.
조선 후기는 한편으로 여러 위기가 고조되던 시기이기도 하였다. 대외적으로는 이양선이 출몰하기 시작하면서 서구 제국주의의 영향력이 조선에 까지 미치기 시작하였고 대내적으로는 전지구적인 소빙기의 영향으로 경신대기근이나 을병대기근과 같은 기근을 겪었다. 여기에 조선의 제도에 따른 모순인 삼정의 문란이 더해지면서 임술농민봉기와 같은 민란이 지속적으로 발생하였다.
조선의 내부적 문제를 해결하려는 시도는 실학의 연구, 서학의 수용, 동학의 수립 등으로 전개되었으나 결국 해법을 찾지 못하다가 동학 농민 혁명으로 표출되었으나 외세가 개입된 진압으로 실패하였다. 외부적인 문제인 서양의 접근에 대해서도 척화비를 세우며 강경하게 거부한 흥선대원군의 척화론과 새로운 문물의 수용을 주장한 개화파의 갈등은 자주적인 해결책을 찾지 못하고 불평등조약인 강화도조약을 통해 강압적으로 전개되면서 이후 위정척사파의 등장과 외세에 대한 무조건적인 거부가 일어나는 배경이 되었다.
안팍의 어려움이 쌓인 가운데 1897년 고종의 칭제건원으로 조선의 역사는 대한제국으로 승계되었다.

## 정치
조선의 정치는 성리학을 이념으로 하는 중앙집권적인 관료제로 운영되었다. 조선 국왕은 이론적으로 전제 군주였으며 왕권과 신료의 권한이 긴장과 타협 속에서 조정되어 국정에 반영되었다. 조선의 정치 체계와 구조는 《경국대전》으로 집대성되어 관료 체제가 규정되었고 다양한 층위의 논쟁과 갈등 속에 이를 실제적으로 적용하였다. 조선 전기의 주요 갈등은 국왕과 신료들 사이의 권력 형성을 두고 일어났고 중기 이후 사림파의 등장은 붕당 정치의 발전으로 이어졌으며 후기의 호락논쟁과 같이 성리학의 이해에 대한 학문적 차이에서부터 붕당의 인맥과 실제 정치적 쟁점이 뒤섞인 독특한 정치 지형을 만들어내었다.

### 왕권과 신권

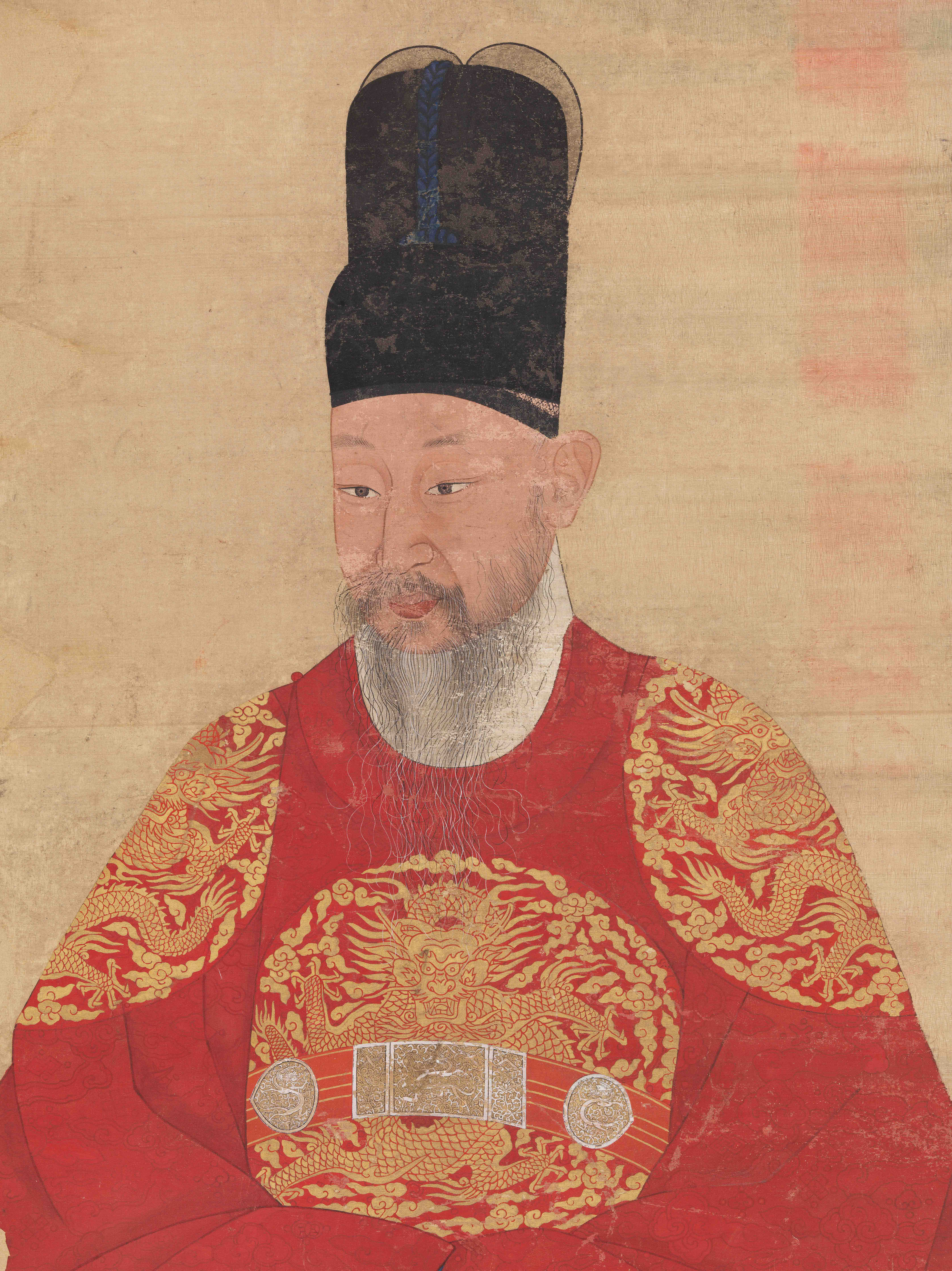
영조의 어진

조선은 이론적으로 국왕이 절대적 주권을 지녔다는 점에서 전제군주제의 면모를 보이며 신료의 영향력 또한 크게 작용하는 관료제 사회였다. 양반을 기반으로 한 사대부 관료제는 국왕과 신료들의 통치 기구를 통하여 정치적 발언권을 가질 수 있었고 그 체제는 《경국대전》에 의해 규정되었다. 국왕이 절대적인 전제 군주로 존중되었으며 신료를 장악하지 못하면 반정이 일어나거나 각종 역모와 반란이 발행하였기 때문에 국왕은 스스로를 절제하는 모습을 보임으로써 신료와 타협하여야 하였다. 조선은 건국부터 신진사대부에 의해 주도되어 왕권에 대한 견제와 재상권의 주도가 두드러진 가운데 이루어졌다.:19-20 조선의 국왕은 여러 차례 왕권의 강화를 도모하였고 신료들과 적당한 선에서 타협하기도 하였다. 왕자의 난은 정종을 앞세운 정도전의 재상권 우선 사상과 왕의 직접 통치를 이루고자 한 태종의 충돌이었으며:20 이후 세조의 찬위 역시 비슷한 충돌의 성격이 있다. 조선은 전기와 중기, 후기에 따라 각각의 정치 쟁점과 지형이 변화를 겪었으나 왕권과 신권의 긴장과 타협은 지속적인 정치의 주요 원동력 가운데 하나였다.

### 관료제
조선의 정치는 관료에 의해 운영되었고 이러한 관료의 선발은 주로 과거 제도를 통해 이루어졌다. 과거는 문과, 무과, 그리고 각종 기술직을 뽑는 잡과가 있었다. 고려시대부터 이어져 오던 승려 선발 시험인 승과는 조선 초까지 유지되었으나 숭유억불정책으로 폐지되었다.
관료의 선발에는 과거 제도 이외에도 유력한 인물이 추천하는 천거, 공신이나 왕족의 자손에게 관직을 하사하는 음서 등의 방법이 있었지만 과거를 통한 선발이 가장 보편적인 방식이었다. 조선의 문인들은 음서 제도에 대해 부정적인 인식을 보였으나 국왕과 고위 관료 모두 자신들의 특권을 유지하기 위한 방편으로 삼았다.
등용된 관리들은 직위에 따라 종9품에서 정1품까지의 18단계에 이르는 품계가 주어졌다. 왕족이나 공신 등에게는 작위가 수여되는 봉작이 있어 남성 왕족의 경우 군, 대군 등의 작위가 주어졌고 여성 왕족은 공주, 옹주 등의 작위가 주어졌다. 왕비의 아버지에게는 부원군의 작위가 주어졌다. 공신에게도 군의 작위가 주어졌으나 세습되지는 않아 고려 시대의 귀족 신분과는 성격이 달랐다.
한편, 조선의 관료제 제일 하부에는 아전을 비롯한 여러 하급 관료들이 있었다. 이들 상당수는 급료 없이 근무하였고 과거 시험의 응시가 제한되어 중인 계급을 형성하였다. 조선은 강력한 중앙집권제의 실시를 위해 지방 향리의 경제적 지위를 억압하고자 하였다. 국가의 급료가 없는 향리는 자신 소유의 토지에서 나오는 소출과 함께 읍, 리 단위로 부과되는 세금에 자신의 몫인 읍징분(邑徵分)을 수취하여 경제적 기반으로 삼았다. 향리의 이러한 추가적인 수취는 규정에 없는 임의적인 행위였지만 관행으로서 용납되었다. 조선 후기에 이르러 향리의 이러한 수탈은 민란의 원인이 되기도 하였다.

### 붕당정치
조선 중기 이후 사림파가 정치의 중심에 들어서며 붕당이 형성되며 붕당 정치가 발달하였다. 초기에는 이른바 훈구파와 경쟁하였던 사림파는 몇 차례의 사화를 겪으며 위기를 맞기도 하였으나 결국 훈구파를 퇴출시키고 조선 정치의 핵심 세력으로 등장하였다. 붕당은 동인과 서인의 분화로 촉발되어 이후 남인, 북인, 노론, 소론 등이로 분화되었고 영조 시기 사도세자의 죽음을 두고 벽파와 시파가 생기기도 하였다. 동인과 서인이 갈라선 붕당의 발생은 조정의 요직을 둘러싼 인사권의 장악이 표면적 이유였으나, 양반 계층의 인구 증가에 비해 관직의 수가 고정되어 있는 현실과 각종 정책의 시행에서의 대립 등이 배경에 있었다. 한편 이러한 붕당 정치의 발생에는 지속적인 왕권의 약화가 하나의 원인이 되었다. 반정을 통해 추대된 왕의 경우 반정공신의 영향력을 무시하기 어려웠고 임진왜란과 정묘호란, 병자호란을 거치면서는 민심의 이반을 달래기 위해서라도 신료와 타협할 수 밖에 없었기 때문이다.

### 통치 기구
조선의 통치 기구는 국왕을 정점으로 지역의 향리에 이르기까지 촘촘하게 구성되어 있었다. 통치기구는 서울과 지방을 나누어 경관직과 외관직으로 구분할 수 있고 수행 임무에 따라 국왕의 직할 부서, 의정부 관할 부서, 지방 행정 부서로 구분할 수 있다.
|                                                                       |                                                                       | | | | |                                                                             |                                                                             |                     |                     |                                                                         |                                                                         | |      |  |      |      |  |  |
|                                                                       |                                                                       | | | | | 국왕                                                                        |                                                                             |                     |                     |                                                                         |                                                                         | |      |  |      |      |  |  |
|                                                                       |                                                                       | | | | |                                                                             |                                                                             |                     |                     |                                                                         |                                                                         | |      |  |      |      |  |  |
|                                                                       | 종친부                                                                | 종친부 | | | |                                                                             |                                                                             |                     |                     |                                                                         | 경연                                                                    | 경연 |      |  |      |      |  |  |
| 돈녕부                                                                |                                                                       | | | | |                                                                             |                                                                             |                     |                     |                                                                         | 경연                                                                    | 경연 |      |  |      |      |  |  |
| 충훈부                                                                |                                                                       | | | | |                                                                             |                                                                             |                     |                     |                                                                         |                                                                         | |      |  |      |      |  |  |
| 의빈부                                                                | 의빈부                                                                | | 의금부 | 의금부 | |                                                                             | 승정원                                                                      | 승정원              |                     |                                                                         |                                                                         | |      |  |      |      |  |  |
| 중추부                                                                |                                                                       | | 의금부 | 의금부 | |                                                                             | 승정원                                                                      | 승정원              |                     |                                                                         |                                                                         | |      |  |      |      |  |  |
|                                                                       |                                                                       | | | | |                                                                             |                                                                             |                     |                     |                                                                         |                                                                         | 지방 행정 조직 - 한성부 : 정2품 판윤 (경관직으로 취급) - 개성부 : 종2품 유수 - 각 도 감영 : 종2품 관찰사 - 각 도호부 : 종2품 부윤 - 각 도 군영 병영 병마절도사 수영 수군절도사 |      |  |      |      |  |  |
| 사헌부                                                                | 사헌부                                                                | | | 사간원 | 사간원 |                                                                             |                                                                             |                     |                     |                                                                         |                                                                         | |      |  |      |      |  |  |
| 사헌부                                                                | 사헌부                                                                | | | 사간원 | 사간원 |                                                                             |                                                                             |                     |                     |                                                                         |                                                                         | |      |  |      |      |  |  |
|                                                                       |                                                                       | | | | |                                                                             |                                                                             |                     |                     |                                                                         |                                                                         | |      |  |      |      |  |  |
| 내금위                                                                | 내금위                                                                | | | 오위도총부 | 오위도총부 |                                                                             |                                                                             |                     |                     |                                                                         |                                                                         | |      |  |      |      |  |  |
| 겸사복                                                                |                                                                       | | | 오위도총부 | 오위도총부 |                                                                             |                                                                             |                     |                     |                                                                         |                                                                         | |      |  |      |      |  |  |
|                                                                       |                                                                       | | | | |                                                                             |                                                                             |                     |                     |                                                                         |                                                                         | |      |  |      |      |  |  |
|                                                                       |                                                                       | | | | |                                                                             |                                                                             |                     |                     |                                                                         |                                                                         | |      |  |      |      |  |  |
|                                                                       | 의정부                                                                | | | | |                                                                             |                                                                             |                     |                     |                                                                         |                                                                         | |      |  |      |      |  |  |
|                                                                       |                                                                       | | | | |                                                                             |                                                                             |                     |                     |                                                                         |                                                                         | |      |  |      |      |  |  |
|                                                                       |                                                                       | | | | |                                                                             |                                                                             |                     |                     |                                                                         |                                                                         | |      |  |      |      |  |  |
| 이조                                                                  | 이조                                                                  | | 호조 | 호조 | | 예조                                                                        | 예조                                                                        |                     | 병조                | 병조                                                                    |                                                                         | 형조 | 형조 |  | 공조 | 공조 |  |  |
| ・ 충익부 ・ 내시부 ・ 상서원 ・ 종부시 ・ 사옹원 ・ 내수사 ・ 액정서 | ・ 충익부 ・ 내시부 ・ 상서원 ・ 종부시 ・ 사옹원 ・ 내수사 ・ 액정서 | ・ 내자시 ・ 내섬시 ・ 사도시 ・ 사섬시 ・ 군자감 ・ 제용감 ・ 사재감 ・ 풍저창 ・ 광흥창 ・ 전함사 ・ 평시서 ・ 사온서 ・ 의영고 ・ 장흥고 ・ 사포서 ・ 양현고 ・ 오부 | ・ 내자시 ・ 내섬시 ・ 사도시 ・ 사섬시 ・ 군자감 ・ 제용감 ・ 사재감 ・ 풍저창 ・ 광흥창 ・ 전함사 ・ 평시서 ・ 사온서 ・ 의영고 ・ 장흥고 ・ 사포서 ・ 양현고 ・ 오부 | ・ 홍문관 ・ 예문관 ・ 성균관 ・ 춘추관 ・ 승문원 ・ 통례원 ・ 봉상시 ・ 교서관 ・ 내의원 ・ 예빈시 ・ 장악원 ・ 관상감 ・ 전의감 ・ 사역원 ・ 세자시강원 ・ 종학 ・ 소격서 ・ 종묘서 ・ 사직서 ・ 빙고 ・ 전생서 ・ 사축서 ・ 혜민서 ・ 도화서 ・ 활인서 ・ 귀후서 ・ 사학 ・ 문소전 ・ 연은전 ・ 경기 능전 | ・ 홍문관 ・ 예문관 ・ 성균관 ・ 춘추관 ・ 승문원 ・ 통례원 ・ 봉상시 ・ 교서관 ・ 내의원 ・ 예빈시 ・ 장악원 ・ 관상감 ・ 전의감 ・ 사역원 ・ 세자시강원 ・ 종학 ・ 소격서 ・ 종묘서 ・ 사직서 ・ 빙고 ・ 전생서 ・ 사축서 ・ 혜민서 ・ 도화서 ・ 활인서 ・ 귀후서 ・ 사학 ・ 문소전 ・ 연은전 ・ 경기 능전 | ・ 오위 ・ 훈련원 ・ 사복시 ・ 군기시 ・ 전설사 ・ 세자익위사 ・ 세손위종사 | ・ 오위 ・ 훈련원 ・ 사복시 ・ 군기시 ・ 전설사 ・ 세자익위사 ・ 세손위종사 | ・ 장례원 ・ 전옥서 | ・ 장례원 ・ 전옥서 | ・ 상의원 ・ 선공감 ・ 수성금화사 ・ 전연사 ・ 장원서 ・ 조지서 ・ 와서 | ・ 상의원 ・ 선공감 ・ 수성금화사 ・ 전연사 ・ 장원서 ・ 조지서 ・ 와서 | |      |  |      |      |  |  |

### 지방 행정 기구
조선은 전국을 팔도로 나누어 통치하였다. 서울의 주변은 동양의 오랜 전통에 따라 경기도로 불렀고, 다른 행정 구역은 그 도에서 가장 대표적인 두 도시의 이름의 머리글자를 합하여 만들었다. 예를 들어 경상도는 경주와 상주의 앞글자를 붙여 부른 이름이다. 조선 팔도는 아래와 같다.
도 밑으로는 부, 군, 목, 현 등의 하위 지방 행정 구역을 두었다. 이 가운데 부는 특별히 중요한 거점으로 도의 수장인 관찰사와 같은 품계인 종2품의 부윤을 파견하였다. 각 하위 지방 행정 구역의 수령은 모두 중앙에서 파견하여 중앙집권적 통치체계를 이루었다. 《경국대전》은 수령의 임기를 5년으로 규정하고 있으나 실제로는 그 보다 교체 시기가 더 짧았다. 지방 행정 구역 수령의 품계는 아래와 같다.

## 군사

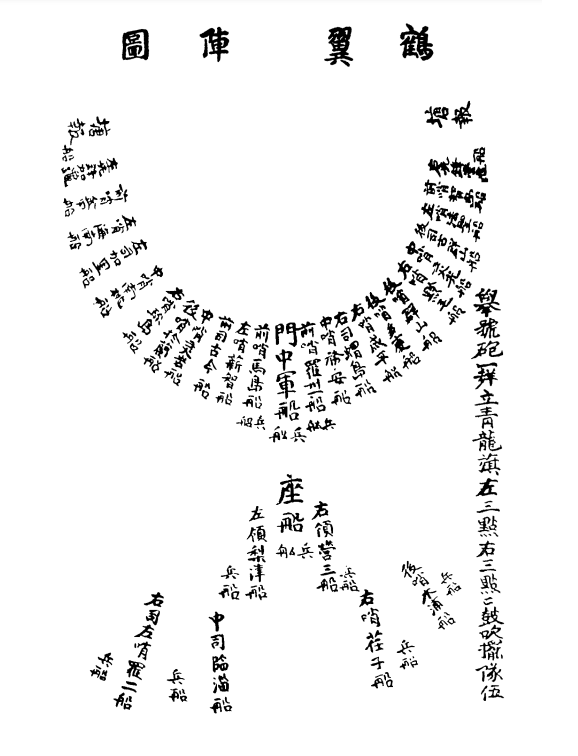
1780년 무렵 제작된 전라우수영의 《우수영전진도첩》에 수록된 학익진도

조선은 원칙적으로 15세 이상 60세 미만의 모든 남성에게 병역의 의무가 있었지만 실제 운영은 매우 복잡하였다. 군역을 실제로 담당하는 정인과 이들의 군역에 필요한 경비를 부담하는 보인의 편성은 조선의 독자적인 병력 운영방식이었다.

### 병력
조선의 양인은 원칙적으로 모두 병역의 의무가 있었다. 군역을 비롯한 각종 부역은 만60세에 종료되어 그 이상의 나이든 사람은 노인으로 여겼다. 군역을 지는 사람들은 다시 정인과 보인을 구분하였다. 실제 군역을 치르는 사람들은 정인으로서 번을 돌아가며 복무하여야 하였고 이들의 복무 비용은 보인을 두어 부담하게 하였다. 조선의 병역이 이러한 모양을 띄게 된 것은 고려 시대 있었던 군역전을 폐지하였기 때문이다. 고려 시대에는 군역전의 산물로서 병력 유지 비용을 충당하였으나 군역전이 없던 조선 전기에는 이를 민간의 부담으로 전환하였다. 조선 후기 균역법의 시행 이후 군역전이 다시 설치되었으나 상비군의 증가와 국방 비용이 늘어나자  재정은 늘 부족하였다.
조선의 병력은 기본적으로 번을 돌며 근무하는 번상제로 운영되었다. 번의 체계는 군종마다 달랐는데 육군의 경우 8 개의 조로 나뉘어 한 번에 2 개월을 근무하는 8번 2삭상체(八番二朔相遞)였고 수군은 2번 1삭상체(二番一朔相遞)로 1년 중 6 개월을 근무하여야 하였다. 이때문에 수군이 되는 것을 기피하여 병역의 의무가 있는 양인 중에도 세력이 없는 사람들이 주로 수군이 되었다. 병역은 무척 고된 부역이었기 때문에 되도록이면 기피하고자 하였다.  재력이 있는 양인은 대가를 지불하고 자신을 대신하여 군역을 설 대립(代立)을 세웠으며 결국 국가도 실제 군역 대신 군포를 납부하는 방군수포(放軍收布)를 용인하게 되었다. 군역은 원래 양반에게도 부가되었으나 점차 특권화 되면서 양반은 군역을 지지 않게 되었다. 양반은 《경국대전》의 학자 육성 조치였던 성균관과 향교의 유생에 대한 군역 면제 조치를 이용하였고, 군포로 무관 명예직을 얻어 군역을 대신하기도 하였다. 한량(閑良)은 원래 군역을 지지 않는 사람을 뜻하였던 말이다.
번상제로 운영되는 병력은 오위나 오군영과 같은 중앙군의 경우 전국에서 상번하는 입번군을 받아 운영되었고 지방의 병영과 수영은 유진군(留鎭軍)을 받아 운영하였다. 한편 중앙군은 상시적인 병력이 필요하여 계속하여 근무하는 직업 군인인 장번군(長番軍)을 운영하였다.
병력 유지를 위한 비용은 보인이나 방수군포를 통해 걷는 군포 등으로 충당하였다. 조선 후기 중앙군인 오군영의 운영을 위해 삼수미를 별도로 걷었다.

### 편제
조선군의 기초 편제는 초(哨)로 대략 100 여 명의 인원으로 구성되어 있었고 초의 예하에는 대(隊)와 오(伍)가 있었다. 가장 작은 규모의 집단은 오로 5 명의 병졸로 이루어졌고 6 개의 오가 모인 대는 30 명 규모였다. 3 개의 대가 모여 하나의 초를 이룬다. 초의 지휘관인 초관은 종9품의 무관이었고 예하의 대와 오의 장은 관리가 아니라 일반 병사에서 가려 뽑은 자들이었다.
5개의 초가 모여 1개의 사(司)를 이루었고 사의 지휘관은 종4품의 파총이었다. 다시 4 개의 사가 하나의 군영을 이루었다. 군영의 지휘관인 영장(營將)은 정3품이었다. 조선 전기의 진관제에서는 주요거점에 진을 마련하고 진영을 설치하였기 때문에 진영장(鎭營將)이라고도 하였다. 조선 수군의 경우 수영을 따로 설치하였고 지휘관은 수군절도사였다.
조선은 초기에 지방의 주요 거점에 진을 설치하고 지역을 방어하는 진관제를 운영하면서 큰 외적의 침입이 있을 때는 각 진들이 협력하는 제승방략을 전략으로 삼았다. 그러나 임진왜란을 겪으면서 일시에 침공해 오는 외적을 방어하는데 한계를 겪었고 이후 《기효신서》에 따른 삼수병의 육성과 중앙군의 강화를 추진하였다. 조선 후기 중앙군으로는 훈련도감을 비롯한 오군영을 두었고 각 지에는 속오군을 비롯한 지방군을 두어 방어하게 하였다.

## 경제

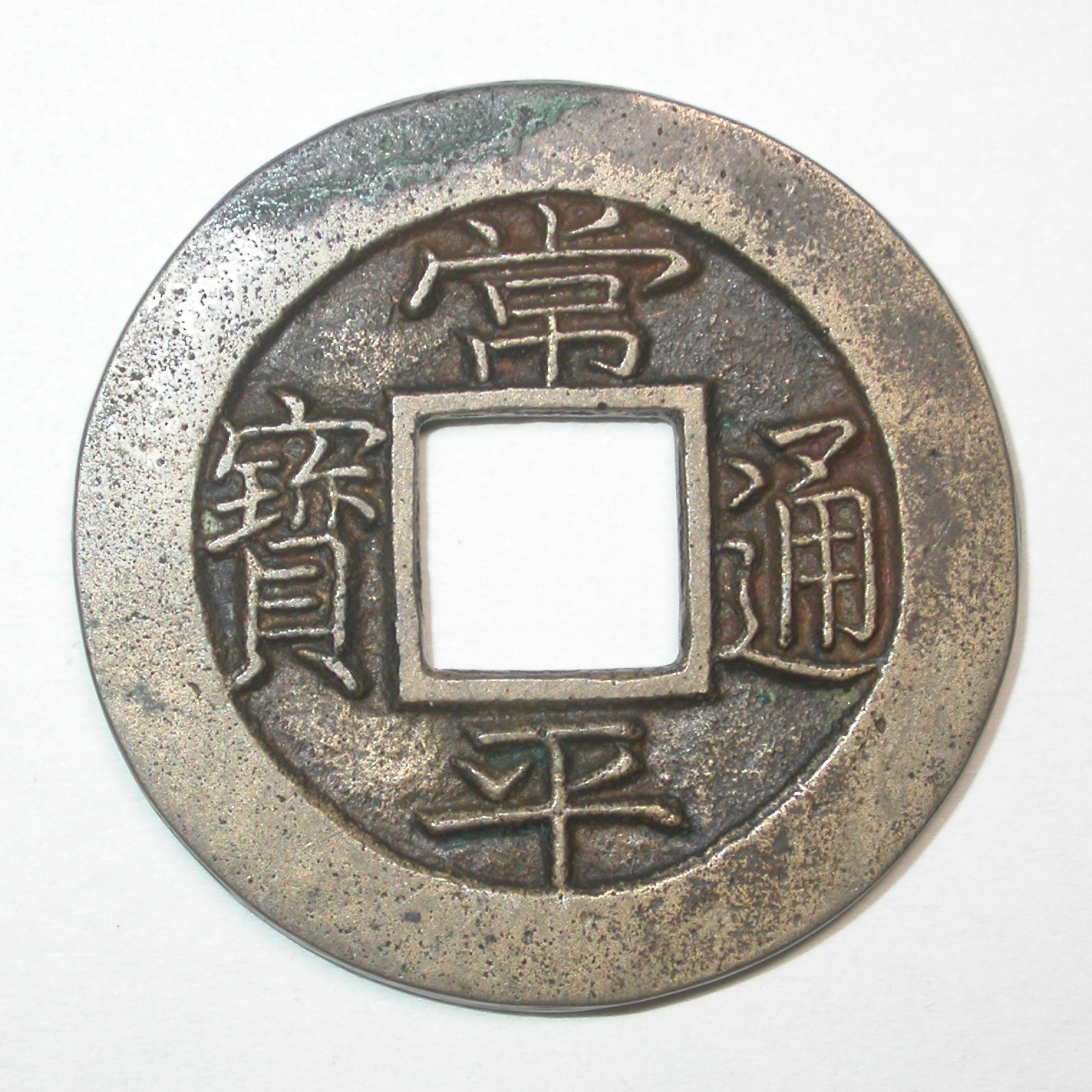
상평통보는 조선의 대표적 화폐이다.

조선의 경제는 농업 중심의 자급적 지역 경제를 기반으로 한 가운데 개인 간의 호혜를 바탕으로한 선물과 부조, 국가의 조세 수취와 자원의 공적 분배와 함께 시장에서 이루어지는 상업 경제가 혼재되어 있었다.:175-192 이러한 상황은 이전 왕조인 고려가 국제 무역을 비롯한 상업 활동에 적극적이었다는 점과 비교된다.
경제 활동은 크게 보아 생산과 소비, 그리고 둘 사이를 연결하는 교환·유통을 담당하는 상업으로 구분지어 생각할 수 있다. 조선은 중기 이전까지 생산은 농업을 중심으로 한 자급 체계를 중심으로 진행되었고 소비는 많은 부분이 상호 호혜에 의존하였다. 유희춘의 《미암집》에는 별다른 댓가 없이 선물로서 받은 물품이 총 2,855 회 기록되어 있다.:175-176 조선의 호혜 경제는 전기에는 개인간의 친분에 의한 선물의 형태로 진행되다가 후기로 들면 계나 향약, 두레 등의 집단에 의한 공동 부조의 성격이 강화되었다. 이러한 관행은 오늘날에도 결혼이나 장례에 부의금을 내는 형태로 한국 문화에 남아있다.:176
조선은 농업 중심 국가로서 토지는 가장 큰 자산이자 경제 기반이었다. 조선의 국토는 이론적으로 국왕이 최종적인 주인으로서 몰수와 배분 등의 처분을 내릴 수 있었지만 고려 말 공민왕 시기의 과전법으로 사유지가 재분배 된 이후 조선 초까지 매매가 금지되던 토지는 세종 대에 이르러 거래가 인정되었다. 이는 당시 이미 정착된 토지 거래 관행을 국가가 인정한 것이다. 경작지의 주인인 전주(田主)는 자신의 토지를 국가의 아무런 규제 없이 매각하거나 증여, 또는 상속할 수 있었다.
조선의 공업은 크게 보아 관청에서 자신이 필요한 물품을 제조하며 여유분을 시장에 유통하는 경우와 전문적인 장인이 제작하여 판매하는 경우로 나눌 수 있다. 조선은 각종 물품을 제조하는 공장(工匠)을 《공장안》(工匠案)에 등록시켜 관영 수공업 체제로 흡수하였다. 그러나 중기 이후 관청에 등록되지 않은 장인의 생산과 판매를 묵인함으로써 관영 수공업은 점차 민영 수공업 체제로 전환되었다.
조선은 상업 활동에 대한 규제가 엄격하였다. 국가가 지정한 품목은 육의전 등의 시전을 통해서만 공급되었고 사사로이 장사를 하는 난전은 금난전권으로 금지되었다. 금난전권은 조선 후기까지 유지되다가 정조 시기 신해통공으로 폐지되었다. 조선 중기까지 국제 무역은 중국과의 거래는 사신 행차와 함께 동행하는 공무역이 주를 이루고 일본과의 거래는 왜관을 통하여 이루어졌다. 이러한 구조에서는 역관과 같은 관리가 자신의 직위를 이용하여 막대한 부를 거머쥘 수 있었다. 그러나 임진왜란 이후 일본과의 공식적 무역 거래는 크게 감소하였고 중국과는 공무역 이외에도 사무역이 성행하면서 경상, 송상, 만상과 같은 상인 조직이 출현한다.
조선은 상업의 비교적 늦은 발달과 현물화폐 사용의 일상화로 주화 역시 후기에 들어서야 일반화 되었다. 조선 중기까지 화폐 발행이 제대로 이루어지지 않은 것은 무엇보다 주화를 제작할 구리가 부족한 이유가 컸다. 이러한 문제는 일본에서 대규모 구리 광산이 개발되어 조선의 구리 수입이 원활해진 뒤에야 해결되었다. 숙종 이후 발행된 상평통보는 조선의 대표적 화폐가 되었다.

## 교통
조선은 대규모 운송을 수운에 의지하였고 주요 운송수단은 조운선이었다. 육로는 9-10 개의 간선 도로가 있었고 역참을 두어 국가의 통신에 사용하였다.

### 도로

조선의 도로망

《증보문헌비고》에는 9개의 간선 도로가, 《대동지지》에는 10개의 간선 도로가 기록되어 있다.

### 역참

마패

조선은 주요 요지에 역참을 두어 국가에 필요한 육로 교통 시설로 이용하였다. 역참은 왕명과 공문서의 전달, 사신 왕래에 따른 영송과 접대, 공공 물자의 운송, 통행인의 규찰 등을 담당하였다. 고려 시대부터 이어져온 교통 시설로 조선 시대에는 세조 기기 체제가 정비되어 41 역도에 543 속역이 존재하였다. 역참의 관리를 위해 군역을 대신하는 역민을 두었고 역사를 두어 사무를 보게 하였다. 공무를 위해 움직이는 관리는 마패를 지니고 역참에서 말의 지급과 교환을 요청할 수 있었다.

### 수운
한반도는 산지가 많아 근대 이전 시기 원활한 육상 교통을 확보하기가 어려웠다. 특히 많은 양의 곡물을 한 번에 운송하는 것은 수운에 의지하여야 하였다. 조선은 전국의 교통 요지에 조창을 설치하여 인근의 세곡을 저장하고 한양까지는 조운선을 이용하여 운송하였다. 조운선이 이용한 수로는 크게 보아 서해안을 이용하는 해로와 한강을 이용하는 수로가 있었다. 경상도, 전라도의 세곡은 낙동강과 영산강 등을 이용하여 바다로 나온 뒤 서해안을 따라 북상하고 다시 한강 하구를 이용하여 한양에 닿았다. 한편 원주, 충주 등의 내륙지는 한강을 이용한 수운이 이루어졌다.

## 사회
조선은 왕족, 양인, 천민의 구분이 있는 신분제 사회였다. 조선의 공식적 신분제는 양인과 천민만을 구분하는 양천제였으나 실제로는 양반, 중인, 양인, 천민 등으로 세분화 되어 있었다. 조선의 신분제는 세부 신분에 대한 명확한 구분도 없고 각자가 맡은 직업인 직역이 고정되어 있던 것도 아니란 점에서 이웃한 일본의 신분제와 달랐고, 실제로 별다른 신분의 구분이 없던 중국의 제도와도 달랐다. 조선의 신분제는 명시적으로 규정되지는 않았으나 관습적으로 작동하는 많은 제도와 연결되어 있었다.
양반은 세대를 거듭하여 관료를 담당함으로써 스스로 특권화된 계층으로 혼인, 학연 등을 기반으로 다른 계층과 구분되는 사회 계급을 형성하였다. 중인은 지방의 향리를 비롯하여 의원, 역관 등의 기술직에 종사하는 계층으로 이들의 신분 상승은 매우 제한적이었다. 인구의 대다수를 차지하던 양인은 주로 농사에 종사하였으며 각종 세금의 징수, 국가 노역의 동원, 병역의 부담 등을 떠안았다. 조선의 천민은 전대인 고려 시기의 향, 소, 부곡 등의 경우와 달리 지역 전체가 천민으로 지정되는 경우는 없었으나 여전히 사회의 일부를 이루고 있었다. 관청에 소속된 관노나 개인의 종으로 부려진 사노비와 같은 노비, 백정과 같은 특수한 직업을 지닌 사람, 남사당과 같은 재인(才人) 등이 천민에 속했다. 이러한 신분의 구분은 갑오경장을 계기로 공식적으로 혁파되었으나 사회의 차별은 20세기 초까지도 남아있었다.
결혼과 가족의 구성에서 일부일처제가 원칙이었으나 재력이 있는 남성의 경우 첩을 두는 경우가 많았다. 결혼은 개인 간의 결합이라기 보다 가문의 결합으로 이해되었기 때문에 공식적인 아내는 오직 한 명만이 인정되었고 중혼할 경우 처벌받았지만, 첩의 경우에 대해서는 별다른 제약이 없었다. 양반의 경우 결혼은 인생의 주요 통과의례인 관혼상제 가운데 하나였고 가문이 결정한 바에 따라 이루어졌다. 그러나 첩을 들이는 것은 남성이 주도권을 행사하였다. 조선 초기에는 본처가 새로 들인 천민 출신의 첩을 살해하는 등 양반 여성의 저항도 상당하였으나 중기인 중종 시기 국가의 강력한 개입으로 이러한 행위가 처벌되면서 처의 반발은 제한적일 수 밖에 없게 되었다.
첩은 양인을 맞이하는 경우도 있었지만 관기와 같은 천민을 맞이하고 면천시키는 경우도 있었다. 조선은 종모법으로 어머니의 신분이 자식에게 대물림 되었기 때문에 천민 여성에게서 태어난 자식은 천민으로 등록되었다. 처에게서 태어난 적자와 첩에게서 태어난 서자 사이에는 차별이 존재하였다. 첩이 천민일 경우 자식도 천민이었기 때문에 "아버지를 아버지라 부르지 못하는"경우도 많았다. 적서차별은 조선시대 양반 사회의 고질적인 문제로 폐단이 끊임없이 거론되었지만 결국 없어지지 않았다.
조선은 중기를 넘기면서 점점 더 가부장제 모습을 보였다. 조선 초기 양반 사이에서 상속과 제사의 봉행에는 남녀 차별이 없었으나 어느 시점에서 여성이 배제되었다. 조선 후기에 이르면 결혼한 여성은 "출가외인"으로 취급되었다. 성리학적 윤리의 강조는 여성이 남편과 사별한 이후에도 재혼하지 못하도록 하였으며, 심지어 남편을 따라 죽는 순사(殉死)를 조장하는 분위기마저 있었다. 그러나 이러한 엄격한 가부장제적 가족 구성은 지역마다 편차가 있었으며 양반이 아닌 사람들은 보다 이혼이나 재혼이 자유로기 때문에 조선 전체에 걸쳐 일률적으로 시행되는 강력한 제도는 아니었다는 주장이 있다.

## 문화

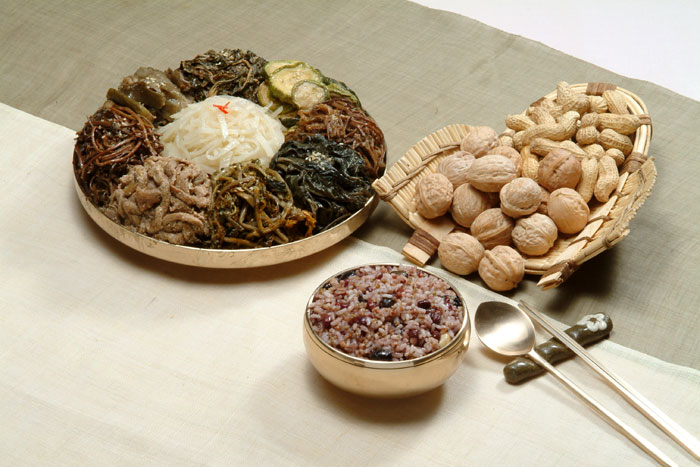
정월대보름에 먹는 오곡밥과 나물, 부럼

문화는 한 사회의 생활 양식 전반을 일컫는 개념으로 조선 역시 의식주를 비롯한 사회 여러 분야에서 독특한 문화를 형성하였다. 조선의 문화 가운데 상당수는 오늘날 한국 문화의 바탕이 되었다. 한반도를 비롯한 중국, 일본을 포함한 동아시아는 지리적으로 이웃하고 있고 삼국시대 이래로 계속하여 서로 교류하여 상당한 문화적 유사성을 보이면서도 각자 독자적인 발전을 통한 독특한 문화를 이루었다.
오늘날 한복의 모습은 조선 후기에 정형화 된 것이다. 조선의 의복은 철릭의 경우와 같이 같은 형태의 옷이라도 시기에 따라 차츰 다른 모습을 보였다. 한식의 경우 보다 다양한 요소들의 혼합과 발전을 보인다. 조선 중기 이후 고추와 같은 외래 향신료가 보급되면서 김치 역시 큰 변화를 겪게 되었다. 전통적인 주거 공간인 한옥은 지역에 따라 환경에 적응하여 발전하였다. 추운 겨울이 긴 중부 및 북부의 한옥은 마당을 가운데 두고 사방으로 집을 짓는 폐쇄적인 모습을 보이고 더운 여름이 긴 남부의 한옥은 일자(一字) 모양의 개방적인 구조에 너른 마루를 지녔다.
사회적 관계의 변화나 경제의 변화 역시 문화의 변화를 가져왔다. 시를 짓고 문집을 만드는 일은 조선 초기 및 중기까지 주로 양반의 문화였지만, 후기에 들면 양민들이나 천민들도 문학 활동을 하게 되었다. 서당이 일반화되면서 서민들도 교육을 받을 수 있는 기회가 확산되었고, 한글 소설 등이 널리 유행하면서 독자층도 늘었기 때문이다. 탈춤, 판소리와 같은 새로운 문화는 서민들과 밀접한 관계 속에서 발전하여 양반들의 것과는 다른 서민들의 바램을 담고 있었다.
조선은 각종 절기와 명절에 따른 세시풍속을 지니고 있었다. 특히 설날, 정월대보름, 한식, 단오, 추석, 동지 등의 절기에 여러 가지 놀이를 즐겼다. 이 가운데 몇몇은 오늘날에도 여전히 한국인의 주요 풍속으로 남아있다.

## 연표
조선 시대의 대표적인 사건에 대한 연표는 아래와 같다.

## 같이 보기
- 한국의 역사
- 조선왕조실록
- 대한제국 황실
- 조선의 정치
- 대한제국

## 참고 문헌
- 《조선왕조실록(朝鮮王朝實錄)》
  - 《세종실록(世宗實錄)》
  - 《문종실록(文宗實錄)》
  - 《단종실록(端宗實錄)》
- 《승정원일기(承政院日記)》
- 《비변사등록(備邊司謄錄)》
- 《일성록(日省錄)》
- 《동문휘고(同文彙考)》
- 《신증동국여지승람(新增東國輿地勝覽)》
- 《국조방목(國朝榜目)》
- 《해동명신록(海東名臣錄)》
- 《사숙재집(私淑齋集)》
- 《경재집(敬齋集)》
- 《연려실기술(燃藜室記述)》
- 《영남인물고(嶺南人物考)》
- 《열조통기(列朝通紀)》
- 《박은식전서》
- 《단재신채호전집》
- 《조선초기 정치지배세력연구》(정두희, 일조각, 1983)
- 《조선전기사회사상연구》(한영우, 지식산업사, 1983)
- 《조선전기 토지제도사연구》(김태영, 지식산업사, 1983)
- 《조선전기사회경제연구》(한영우, 을유문화사, 1983)
- 《근대한중관계사연구》(송병기, 단국대출판부, 1983)
- 《조선후기사회변동연구》(정석종, 일조각, 1983)
- 《韓國史人物列傳》이상각
- 《袁世凱與朝鮮》(林明德, 臺北, 中央硏究院 近代史硏究所, 1970)
- 《朝鮮開國外交史》(渡邊勝美, 東光堂書店, 1943)
- 《朝鮮中世社會史の硏究》(旗田巍, 法政大出版局, 1972) 《韓國의 經濟組織と經濟單位》(福田德三, 經濟學硏究, 1907)
- 《李朝人口に關する硏究》(四方博, 朝鮮社會法制史硏究, 1937)
- 〈朝鮮後期の田畓文記に關する硏究〉(周藤吉之, 《歷史學硏究》 7―7·8·9, 1937)
- 〈李朝人口に關する身分階級別的觀察〉(四方博, 《朝鮮經濟の硏究》 3, 1938)
- 〈高麗末期より李朝初期に至る奴婢の硏究〉(周藤吉之, 《歷史學硏究》 9―1∼4, 1939)
- 〈敎祖崔濟愚における東學思想の歷史的展開〉(石井壽夫, 《歷史學硏究》 11―1, 1941)
- 〈李朝時代の都市と農村とに關する試論〉(四方博, 《京城大學法學會論集》 12―3·4, 1941)
- 〈朝鮮初について京在所と留鄕所について〉(周藤吉之, 《加藤紀念東洋史集說》, 1941)
- 〈近代朝鮮における政治的改革〉(田保橋潔, 《 近代朝鮮史硏究》, 1944)
- 〈李朝初期の徭役〉(有井智德, 《朝鮮學報》 30·31, 1961)
- 〈李氏朝鮮開港直後における朝日貿易の展開〉(姜德相, 《歷史學硏究》 265, 1962)
- 〈近代における朝鮮人と日本觀〉(旗田巍, 《思想》 520, 1967)
- 〈李朝の鄕規について 1·2·3〉(田川孝三, 《朝鮮學報》 76·78·81, 1975·1976)
- 〈朝鮮後期農業の硏究〉(宮嶋博史, 《人文學報》 43, 1977)
- God, Mam-mon and the Japanese;Dr.Horace Allen and Korean―American Relations 1884∼1905(F.H.Harrington, University of Wisconsin Press, 1944)
- Russian Far Eastern Policy, 1881∼1904(Andrew, Malozemoff, University of California Press, 1958)
- The Japanese Seizure of Korea 1868∼1910(Hilary Conroy, 1960)
- Korea and the Politics of Imperialism 1876∼1910(C.I.Eugene·Han Kyo Kim, University of California Press, 1967)
- Korea’s 1884 Incident(Harold, F.Cook, Seoul, Tae won publishing Co., 1972)

Confucian Gentleman and Barbarian Envoys(Martina Deuchler, University of Washington Press, 1977)
- The Last Phase of the East Asian World Order; Korea, Japan and Chinese Empire 1860∼1882(Key―Hiuk Kim, 1980)
- The Abacus and the Sword - The Japanese Penetration of Korea, 1895-1910-(Peter Duus, Berkeley, Los Angeles and London , University of California Press, 1995)
- Kim Ok―kyun and the Korean Progressive Movement, 1882∼1884(Andrew C.Nahm, Ph.D. dissertation, Stanford University, 1961)
- The Russo―Japanese Struggle for Control of Korea, 1894∼1904(Seung Kwon Synn, Ph.D. dissertation, Havard University, 1967)
- Korea’s Quest for Reform and Diplomacy in the 1880’s(Kim Dalchoong, Ph.D.dissertation, Fletcher School of Law and Diplomacy, 1972)
- Confucian Behavior toward Modernization of Korea, 1864∼1910(Kang, Thomas Hosuck, Korea Jour-nal 13(7), 1973)
- The Kabo Reform Movement;Korean―Japanese Reform Efforts in Korea 1894(Y.I.Lew, Ph.D.dissertation, Havard University, 1973)
- Commoners in Early Yi Dynasty Civil Examinations(Choe Yong―ho, The Journal of Asian Studies 33―4, 1974)

The Reform Efforts and Ideas of Pak Yong―hyo, 1894∼1895(Lew Young―Ick)
- Korean pation in Government in Late 19th Century Korea; The Contribution of the Independence Club, 1896∼1898(Vipan Chandra, Ph.D.dissertation, Havard University, 1977)
- Fukuzawa Yukichi on Korea(Pak SeongRae, Journal of Social Sciences and Humanities 45, 1977)

Korean―Japanese Politics behind the Kobo―Ulmi Reform Movement, 1894∼1896(Y.I. Lew, The Journal of Korean Studies, 1981)
- The Abacus and the Sword-The Japanese Penetration of Korea, 1895∼1910-(Berkerley, Los Angeles and London : University of California Press, 1995)
- 춘추관 관원들 (1413). 《태조실록》.
- 이 문서에는 다음커뮤니케이션(현 카카오)에서 GFDL 또는 CC-SA 라이선스로 배포한 글로벌 세계대백과사전의 "조선 양반사회의 성립, 경제체제의 해이" 항목을 기초로 작성된 글이 포함되어 있습니다.